# ینو ریتیش
ینو ریتیش (به انگلیسی: Jenő Rittich) ژیمناست زادهٔ ۱۳ ژانویهٔ ۱۸۸۹ میلادی اهل کشور مجارستان است.